# Чіпріан Тенасе
Чіпріан Йон Тенасе (рум. Ciprian Ion Tănasă, * 2 лютого 1981, Фелтічень, Сучава, Румунія) — румунський футболіст, нападник клубу «Уніря» (Слобозія).

## Кар'єра
Розпочинав футбольну кар'єру у румунському клубі «Арджеш», у складі якого дебютував в іграх чемпіонату країни 6 травня 2000 року. У «Арджеші» загалом провів 163 матчі, відзначився 38 голами. Виступав за цей клуб безперервно до 2007 року, крім сезону 2000—2001, який провів в оренді у клубі «Римніку Вилчя». 2007 року перейшов до клубу «Університатя» з Крайової, а ще за рік, на умовах оренди, — до «Політехніки» з Ясс.
На початку 2009 року прийняв пропозицію перейти до донецького «Металурга». У чемпіонатах України дебютував 5 квітня 2009 у грі проти київського «Динамо» (поразка 0:2). В Україні відіграв 2,5 сезони, провівши у складі команди 52 матчі та відзначившись 14 забитими голами.
Влітку 2011 року повернувся до Румунії, приєднавшись до складу клубу «Міовені». 
Свого часу викликався до молодіжної збірної Румунії, у складі якої провів 6 ігор.